# December 11.
December 11. az év 345. (szökőévben 346.) napja a Gergely-naptár szerint. Az évből még 20 nap van hátra.
Névnapok: Árpád + Árpádina, Artúr, Damáz, Dániel, Daniló, Dános, Szabin

## Események

### Politikai események
- 384 – Siriciusz pápát egyházfővé választják.
- 1351 – Nagy Lajos király kihirdeti az „ősiség” törvényét.
- 1690 – I. Lipót érvényesíti a szerbeknek korábban adott kiváltságokat egész Magyarországra.
- 1792 – elkezdődik Franciaországban XVI. Lajos francia király pere.
- 1806 – I. Napóleon francia császár királysággá emeli Szászországot.
- 1816 – Indiana az Amerikai Egyesült Államok 19. tagállama lesz.
- 1848 – Windisch-Grätz herceg, osztrák császári tábornagy hadserege elfoglalja Kassát.
- 1917 – Litvánia elszakad Szovjet-Oroszországtól és kikiáltja függetlenségét.
- 1931 – Nagy-Britanniában a parlament elfogadja az úgynevezett „Westminster-statutum”-ot, 1931-ben ez alapján alakul át a Brit Birodalom Brit Nemzetközösséggé.
- 1931 – A Dél-afrikai Köztársaság függetlenné válik .
- 1936 – VI. György kerül a brit trónra.
- 1938 – Parlamenti választások a Jugoszláv Királyságban, ami a kormánypárt szerény győzelmével záródik.
- 1939 – A kolbászháború nevű csata a finnek és a Vörös Hadsereg között
- 1941 – A Német Birodalom és Olaszország hadat üzen az Amerikai Egyesült Államoknak.
- 1941 – Bárdossy László Horthy Miklós kormányzó távollétében és a Minisztertanács hozzájárulása nélkül bejelenteti, hogy a Magyar Királyság hadiállapotban lévőnek tekinti magát az USA-val.
- 1946 – Megalakul az UNICEF, az ENSZ gyermekvédelmi szervezete.
- 1956 – Szovjetunió-ellenes demonstráció kezdődik Lengyelországban, Stettinben.
- 1956 – Rácz Sándort Kádár János a Parlamentbe hívja tárgyalni, ahol letartóztatják.
- 1967 – megalakul a PFLP, a „Népi Front Palesztina Felszabadításáért”.
- 1969 – Líbia elfogadja alkotmányát.
- 1994 – Kisebbségi önkormányzati választások Magyarországon.
- 1994 – Az orosz hadsereg megtámadja Csecsenföldet, kitör az első csecsen háború.
- 2003 – A  Medgyessy-kormány határozatot hoz a Bős–nagymarosi vízlépcső hágai ítélet végrehajtásáról folytatott kormányközi tárgyalások folytatásáról.

### Tudományos és gazdasági események
- 1865 – Pesten felavatják a Magyar Tudományos Akadémia épületét.
- 1970 – befejeződik a 100-as vasútvonal villamosítása Budapest–Debrecen között
- 1972 – Az Apollo-program során Eugene Cernan és Harrison Hagan Schmitt amerikai asztronauták személyében utoljára lép ember a Holdra.
- 2007 – Ezen a napon szűnik meg az Ikarus gyár.

### Kulturális események
- 1925 – XI. Piusz pápa bevezeti a Quas Primas című enciklikájában a Krisztus király ünnepét.

#### Zenei események
- 1926 – Josephine Baker bemutatkozik Amszterdamban.

#### Irodalmi, színházi, filmes és sajtóesemények
- 1859 – a Vasárnapi Ujságban megjelenik a magyar sajtóban olvasható első sakkfeladvány, Rozsnyay Mátyás tollából.[1]
- 2010 – Hárfák és Hárfások néven elindul az első magyar hárfás blog az Aranyhárfa című írással, később a blog neve HarpPostra változik.

### Sportesemények
- 1999 – Női kézilabda világbajnokság, Dánia-Norvégia  - Győztes: Norvégia.

## Születések
- 1475 – X. Leó pápa († 1521)
- 1750 – báró Wesselényi Miklós magyar drámaíró, mecénás († 1809)
- 1787 – Carabelli György magyar fogorvos († 1842)
- 1803 – Hector Berlioz francia zeneszerző († 1869)
- 1810 – Alfred de Musset költő, író, drámaíró († 1857)
- 1815 – Apor Károly magyar császári-királyi kamarás († 1885)
- 1824 – Benkő Kálmán magyar színész († 1890)
- 1843 – Robert Koch Nobel-díjas német bakteriológus, a TBC-bacilus és a kolera kórokozó felfedezője († 1910)
- 1882 – Max Born Nobel-díjas német fizikus († 1970)
- 1884 – Szász Ottó magyar matematikus († 1952)
- 1885 – Pattantyús-Ábrahám Géza Kossuth-díjas magyar gépészmérnök, egyetemi tanár, az MTA tagja († 1956)
- 1887 – Bodzássy István festőművész
- 1893 – Váczy György magyar ügyész, ügyvéd, országgyűlési képviselő († 1964)
- 1898 – Aladár Paasonen finn – magyar származású ezredes. A téli háború alatt a finn főhadiszállás felderítőegységének parancsnoka volt († 1974)
- 1900 – Tek Pista szlovén mesemondó († 1973)
- 1902 – Joe Ashmore brit autóversenyző († 1991)
- 1908 – Elliott Carter amerikai zeneszerző († 2012)
- 1911 – Nagíb Mahfúz Nobel-díjas egyiptomi író († 2006)
- 1912 – Carlo Ponti olasz filmproducer († 2007)
- 1912 – Demján Éva Jászai Mari-díjas magyar előadóművész († 1987)
- 1913 – Jean Marais (er. Jean Alfred Villain-Marais) francia színész († 1998)
- 1914 – Kovács Gyula magyar színész († 1997)
- 1918 – Alekszandr Iszajevics Szolzsenyicin Irodalmi Nobel-díjas orosz író († 2008)
- 1926 – Mirko Boman, horvát színész († 2013)
- 1928 – Petress Zsuzsa Kossuth- és Jászai Mari-díjas magyar színésznő, operettprimadonna († 2001)
- 1929 – Kulka János karmester († 2001)
- 1930 – Jean-Louis Trintignant, francia színész († 2022)
- 1931 – Rita Moreno (Rosa Dolores Alverio) Oscar-díjas Puerto Ricoi színésznő
- 1932 – Kovácsi Aladár olimpiai és világbajnok magyar öttusázó, vívó és szülész-nőgyógyász szakorvos († 2010)
- 1935 – Szatmári Olga magyar színésznő († 2017)
- 1943 – John Kerry amerikai politikus
- 1943 – Nemeskéri Erika magyar irodalomtörténész
- 1944 – Gianni Morandi olasz énekes, előadóművész
- 1944 – Brenda Lee amerikai énekesnő
- 1949 – Rainer Péter, Ferenczy Noémi-díjas magyar építész
- 1950 – Hennagyij Hennagyijovics Moszkal ukrán jogász és politikus († 2024)
- 1954 – Jermaine Jackson amerikai zenész, énekes, színész
- 1964 – Kövesdi Péter újságíró
- 1973 – Preisinger Sándor magyar labdarúgó
- 1974 – Rey Mysterio mexikói profi pankrátor
- 1976 – Bodrogi László magyar országúti kerékpárversenyző
- 1979 – Massimo Scali olasz műkorcsolyázó
- 1981 – Zacky Vengeance (Zachary James Baker) Avenged Sevenfold, ritmusgitár
- 1982 – Elizabeth Coster új-zélandi úszónő
- 1982 – Bödőcs Tibor Karinthy-gyűrűs magyar humorista
- 1984 – Leighton Baines angol labdarúgó
- 1985 – Anasztaszija Pozdnyakova orosz műugró
- 1986 – Hüffner Adrián magyar jégkorongozó
- 1988 – Alia Atkinson jamaicai úszónő
- 1988 – Kovácsovics Fruzsina magyar énekesnő
- 1992 – Malcolm Brogdon amerikai kosárlabdázó
- 1996 – Jack Griffo amerikai színész

## Halálozások
- 384 – I. Damasus pápa (kb. * 305)
- 1582 – Fernando Álvarez de Toledo y Pimentel Alba III. hercege spanyol főnemes (* 1507)
- 1620 – Adam Elsheimer német festő, a korai barokk festészet sajátos képviselője (* 1578)
- 1805 – Barra István magyar főorvos (* 1865)
- 1867 – Bérczy Károly magyar író, újságíró, műfordító (* 1821)
- 1875 – Pintér István felsőszölnöki bíró, szlovén költő (* 1832)
- 1880 – Oliver Fisher Winchester amerikai fegyver- és lőszergyáros, a Winchester-ismétlőpuska feltalálója (* 1810)
- 1906 – Gaál Ferenc magyar zeneszerző, a szabadkai zeneiskola igazgatója (* 1860)
- 1955 – Damkó József magyar szobrász, iparművész (* 1872)
- 1956 – Geyer Stefi magyar hegedűművész (* 1888)
- 1964 – Alma Maria Mahler-Werfel osztrák író, zeneszerző (* 1879)
- 1977 – Gera György magyar író, műfordító  (* 1922)
- 1981 – Farkas Aladár Munkácsy Mihály-díjas magyar szobrászművész (* 1909)
- 1991 – Bud Rose (Harry Eisele) amerikai autóversenyző (* 1914)
- 2002 – Schütz Ila Jászai Mari-díjas magyar színésznő (* 1944)
- 2003 – Ahmadou Kourouma elefántcsontparti író, a francia nyelvű afrikai irodalom kiemelkedő alakja (* 1927)
- 2008 – Giovanni De Riu olasz autóversenyző (* 1924)
- 2012 – Ravi Shankar Grammy-díjas indiai szitárjátékos (* 1920)
- 2014 – Giorgio Ardisson, olasz színész (* 1931)
- 2016 – Kasztovszky Béla, magyar sci-fi író (* 1942)
- 2021 – Gulyás János, Kossuth- és Balázs Béla-díjas magyar filmrendező, operatőr, egyetemi tanár (* 1946)
- 2022 – Sándor Júlia magyar színésznő (* 1970)

## Nemzeti ünnepek, emléknapok, világnapok
- az UNICEF születésnapja

→Sablonvita:Ünnepek/12-11:
- a hegyek nemzetközi napja (International Mountain Day) - ENSZ világnap[2]
- Szent I. Damazusz római pápa emléknapja a katolikus egyházban (a halála napján)[3]
- nemzeti ünnep Burkina Fasóban (a köztársaság 1958-as kikiáltásának évfordulóján)[4]